# Carlos Rubio y Colell

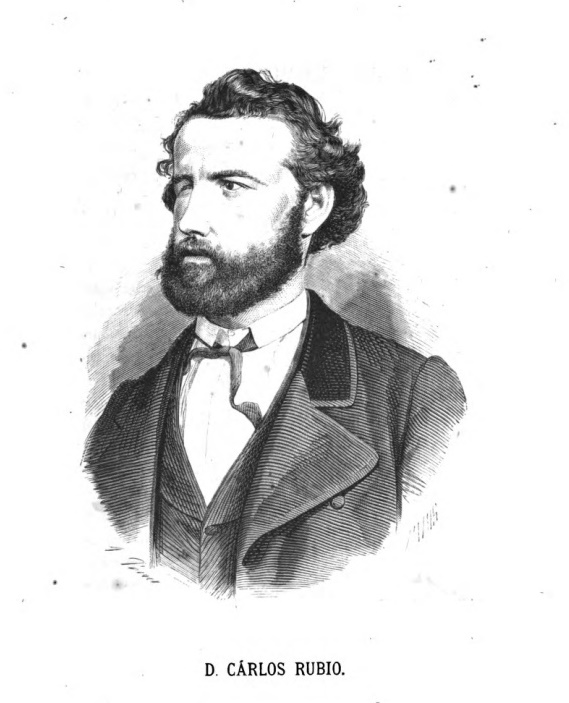
Carlos Rubio, grabado de Marcelo París por dibujo de Alfredo Perea. Historia filosófica de la Revolución española de 1868, tomo I, Madrid, Imprenta y Librería de M. Guijarro, 1869.

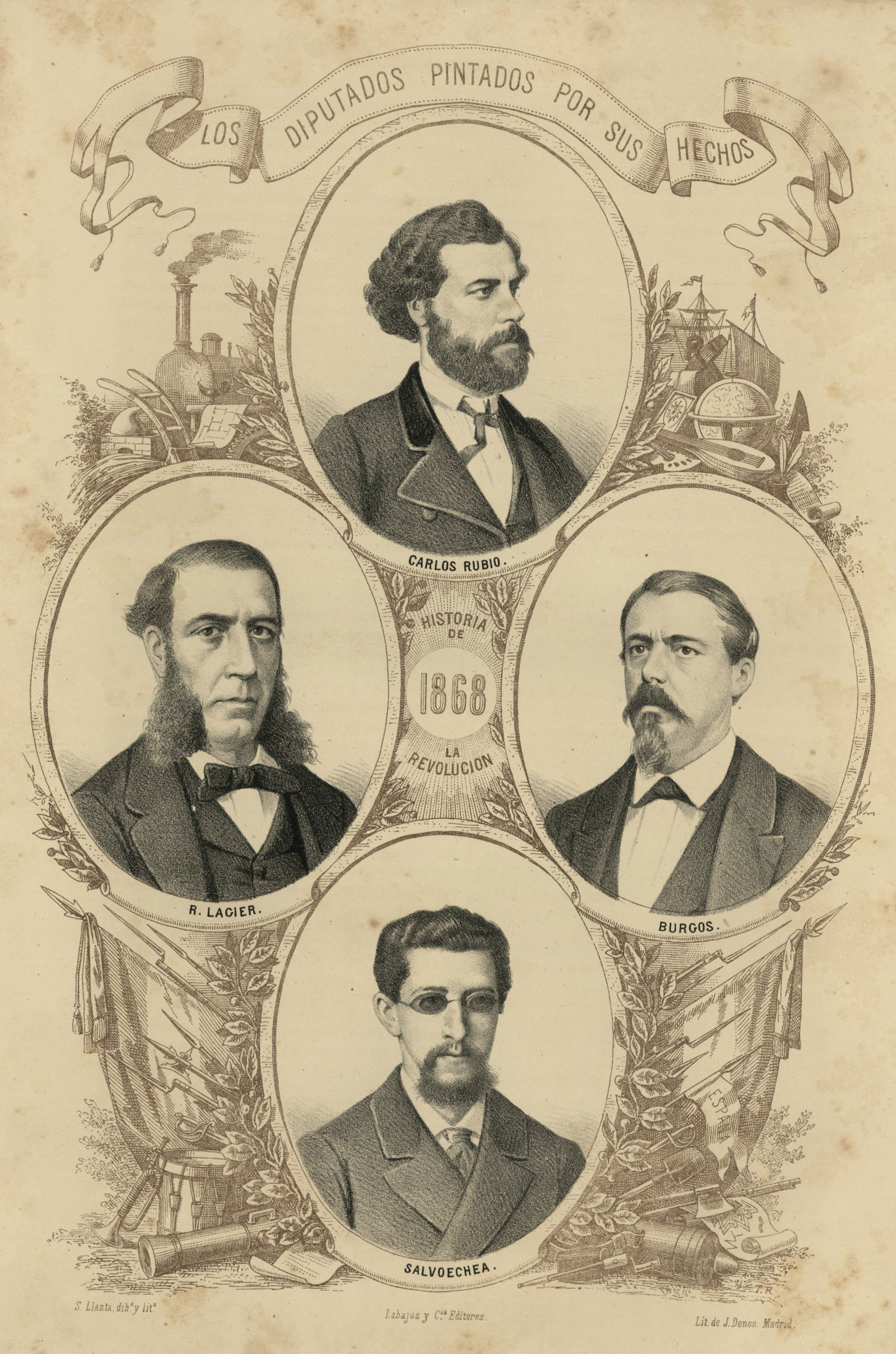
Carlos Rubio, Ramón Lagier, Agustín Burgos y Fermín Salvochea. Cuatro hombres de la revolución de 1868, pero no diputados, reunidos en una litografía de Santiago Llanta y Guerin para Los diputados pintados por sus hechos, t. III, Madrid, R. Labajos y Compañía editores, 1870.

Carlos Rubio y Colell (Córdoba, 21 de abril de 1833-Madrid, 17 de junio de 1871) fue un escritor y político español. Miembro del Partido Progresista, participó activamente en los pronunciamientos y revoluciones del final del reinado de Isabel II, sobre los que escribió una Historia filosófica de la revolución española de 1868. Firmó algunas de sus obras y colaboraciones periodísticas con el seudónimo de Pablo Gambara.

## Biografía
Era hijo del capitán soriano Tomás Rubio Vera y de la catalana nacida en Tuixent, Rita Colell Puigdemasa, que a los dos años de nacer su hijo Carlos desaparecen del padrón municipal quizá por motivos del destino paterno. Es posible que antes de llegar a Madrid estudiase algún curso de Derecho en Granada. A los dieciséis años estaba en Madrid donde se hizo amigo de los poetas Gaspar Núñez de Arce y Larmig e ingresó en 1853 en El Mensajero; con el seudónimo de Pablo Gambara escribió en el Semanario Pintoresco Español y La Ilustración, revistas dirigidas por Ángel Fernández de los Ríos, a quien dedicó Las lágrimas de Elvira (Madrid, 1855), un extenso poema publicado en el folletín de Las Novedades. Con la revolución de 1854 comenzó su interés por la política y colaboró con el diario La Iberia de Pedro Calvo Asensio, del que llegó a ser director a partir del 22 de octubre de 1868, tras el triunfo de la revolución de septiembre y el nombramiento de Sagasta, su anterior director, como ministro de Gobernación en el gobierno provisional del general Serrano. En La Iberia se hizo además muy amigo del periodista y poeta gallego Francisco Añón. Colaboró también, entre otros, con El Museo Universal y contribuyó a la coronación por Isabel II de Manuel José Quintana como poeta ilustre en un acto celebrado el 25 de marzo de 1855 en el palacio del Senado.
En polémica con La fórmula del progreso de Emilio Castelar (Madrid, 1858), donde el joven catedrático de historia de España defendía la democracia como fórmula de progreso y criticaba la desunión y falta de ideas del Partido Progresista, publicó en 1859 el folleto Teoría del progreso, en el que sostenía que era mejor proceder gradualmente en el camino hacia la libertad. En el origen de la polémica estuvo la crítica que de las lecciones pronunciadas por Castelar en el Ateneo de Madrid había publicado Rubio en La Iberia. En su respuesta Castelar llamaba a Rubio «amigo de la infancia» y poeta «de todos en España conocido por la dulzura de sus versos y la inspiración inagotable de su numen», pero lamentaba que, habiendo sido «benévolo con mi persona —decía–, ha sido injusto con mis ideas» y le dolía que habiendo compartido los mismos ideales de libertad en sus primeras lecturas, les separase ahora un abismo partidista.
Fue autor también de numerosos cuentos y novelas breves publicados en los folletines de Las Novedades y el Semanario Pintoresco Español, de poemas sueltos, hechos «de encargo», publicados en revistas y diarios, y de un poema épico en cuatro cantos titulado Napoleón, publicado en varios números de la revista Eco de los Folletines, Madrid, 1854, además de otro extenso poema: Los sueños de la tumba, editado en Madrid, en la Imprenta de José de Rojas, en 1863, y de Nicolás Rienzi, drama trágico en tres actos y en verso, publicado póstumamente en 1872.
Miembro del comité central del Partido Progresista, defendió la política de retraimiento y la vía revolucionaria. Participó en la sublevación de Villarejo de Salvanés el 3 de enero de 1866 y, siguiendo a Prim, marchó exiliado tras la fracasada intentona a Portugal, donde habría redactado el manifiesto dirigido por el conde de Reus a los españoles. Refugiado después en Londres, contrajo matrimonio en la capital británica; allí fue secretario de Prim y escribió su poema "A unas aves", donde hace una tétrica descripción de la situación de España.
Volvió a Madrid solo unos días antes de la sublevación del cuartel de San Gil, el 22 de junio de 1866, en la que de nuevo participó luchando en una de las barricadas. El nuevo fracaso le llevó a refugiarse en la legación de los Estados Unidos, de donde pudo marchar a Francia algunos días más tarde. Aunque sin recursos, malviviendo con los 200 francos que Prim le proporcionó para viajar a Vichy y temiendo que en dos o tres días le faltase para comer, escribió desde París una carta a Prim para rechazar que el partido abandonase el retraimiento o hiciese concesiones de cualquier clase con objeto de lograr la amnistía, que de todos modos, según pensaba, el gobierno se vería obligado a dar. En agosto de 1866 asistió en Ostende a la reunión que hizo posible el acuerdo entre progresistas y demócratas, el llamado Pacto de Ostende, que desembocaría en la revolución de septiembre de 1868 y la expulsión del trono de Isabel II, tras la que regresó a Madrid donde entró el 3 de octubre a la vez que el vencedor de Alcolea.
Su desaliño y falta de higiene eran proverbiales, como su desprendimiento y entrega a la causa. Benito Pérez Galdós, en Prim, noveno Episodio nacional de la cuarta serie, dejó la siguiente semblanza del personaje, satirizado a causa de su suciedad en otros pasajes de la misma novela:

Carlos Rubio, tuerto y picado de viruelas, vestido como un pordiosero, era el contraste más rudo que puede imaginarse entre una facha y una inteligencia. Diógenes no parecía su maestro, sino su discípulo. Aborrecía el agua tanto como adoraba los ideales de Libertad y Justicia. Los que no conocían de él más que su prosa brillante, un poco lírica y sentimental, le habrían dado en la calle un ochavo moruno, si él lo pidiera. Así como otros pregonan con la efigie su importancia, a veces su talento, él no pregonaba más que su extremada modestia. ¿Y qué mejor pregón de patriotismo que aquel pergenio de mendicidad? ¡Pobre Carlos Rubio! Jamás existió quien tan desinteresadamente trabajase por el bien de su patria, a la que no pedía más que un pedazo de pan para comer y un trapo de desecho para cubrir sus carnes. Si España necesitaba de él servicios patrióticos en determinado momento de su historia, y él los prestaba, ¡cuán baratos le salían! Envuelto en su miseria como en una toga, era digno, altanero, incorruptible.
Benito Pérez Galdós, Prim, capítulo XVI

## Obras (incompleto)

### Narrativa
- Martín de Aranda (en El Semanario Pintoresco Español, 1854)
- María, (en El Semanario Pintoresco Español, 1854).
- Esperanza (en El Semanario Pintoresco Español, 1854).
- La expiación (en La Ilustración, 1854 y La Iberia, 1857)
- Una apuesta (en El Semanario Pintoresco Español, 1855)
- Otro Artagnan (en Las Novedades, 1855)
- Ángela. Leyenda (Las Novedades, 1856)
- La flor del pantano (La Iberia, 1856). Madrid: Imprenta de Rojas, 1856. Traducido al portugués.
- Colección de cuentos. Madrid, Señores Rojas, 1868.

### Ensayo
- Historia filosófica de la revolución española de 1868. Madrid: Miguel Guijarro, 1869, 2 vols.
- Progresistas y demócratas. Cómo y para qué se han unido. Madrid: imprenta de Rojas, 1865.
- Historia del neo-catolicismo. Por entregas. (Solo se publicaron 8, la octava en diciembre de 1865).
- Teoría del progreso. Folleto escrito en contestación al que con el título de La fórmula del progreso ha publicado D. Emilio Castelar, Madrid, Imprenta de Manuel de Rojas, 1859, 3.ª ed.
- De Villarejo a Barranco. Cartas a un aldeano sobre la sublevación del 3 de Enero de 1866. 10 cartas. 5 desde Londres y 5 desde París. Publicadas en «La Iberia». 1866, abril a julio.
- A los electores de Zamora. 15 de Diciembre. Madrid. Imprenta de Rojas. 1868.

### Verso
- Las lágrimas de Elvira (Madrid, 1855), poema narrativo.
- Napoleón, poema épico en 4 cantos, 1854.
- El Juicio final (La Iberia, 1856), 2 cantos.
- Los sueños de la tumba, Madrid, Imprenta de José de Rojas, 1863

### Teatro
- Nicolás Rienzi, drama trágico en tres actos y en verso, 1872. Se estrenó póstumo en el Teatro del Príncipe el 21 de febrero de 1872.